# Bombardements de Lviv
Invasion de l'Ukraine par la Russie de 2022
Batailles
Offensive de Kiev (Jytomyr, Kiev) : 
- 1re Hostomel
- Tchernobyl
- Ivankiv
- Kiev
- 2e Hostomel
- Vassylkiv
- Boutcha
- Irpin
  - Bombardement de réfugiés
- Jytomyr
- Mochtchoun
- Makariv
- Brovary

Offensive du Nord (Tchernihiv, Soumy) :
- Hloukhiv
- Slavoutytch
- Bombardements
- Soumy
- Trostianets
- Tchernihiv
- Okhtyrka
- Lebedyn
- Konotop
- Romny
- Desna
- Escarmouches frontalières

Russie  (Briansk, Belgorod) :
- Incursions en Russie occidentale
  - Oblast de Briansk
  - Oblasts de Belgorod et de Koursk
    - Incursions de 2024

  - Bombardement de Belgorod
- Oblast de Koursk (août 2024)

Campagne de l'Est (Donetsk, Louhansk, Kharkiv)
Kharkiv :
- 1re Kharkiv
  - Tchouhouïv
  - Bombardements : en février
  - en mars
  - en avril
  - du bâtiment administratif
- Izioum
- 2e Kharkiv
  - Balaklia
  - 1re Koupiansk
  - Chevtchenkove
- 3e Kharkiv

Nord du Donbass:
- Starobilsk
- Sloviansk
  - Dovhenke
  - 1re Lyman
  - Sviatohirsk
  - Bohorodychne et Krasnopillia
  - Bombardements : Bilohorivka
  - Kramatorsk
- Sievierodonetsk
  - Kreminna
  - Donets
  - Roubijné
  - Popasna
  - Tochkivka
  - Massacre
- Lyssytchansk
- 2e Kharkiv
  - Balaklia
  - 1re Koupiansk
  - Chevtchenkove
  - 2e Lyman
- Oblast de Louhansk
  - Ligne Svatove-Kreminna
  - Serebryansky
  - 2e Koupiansk

 Centre du Donbass:
- Horlivka
- Popasna
- Svitlodarsk
- Bakhmout
  - Soledar
- Siversk
- Tchassiv Iar
- Toretsk

Sud du Donbass :
- Volnovakha
- Marioupol
  - Bombardements : de l'hôpital
  - du théâtre
  - de l'école d'art
- Pisky
- Vouhledar
  - Pavlivka
- Marïnka
- Contre-offensive de 2023
- Avdiïvka
- Novomykhaïlivka
- Pokrovsk
  - Krasnohorivka
  - Toretsk
- Bombardements :
- Makiïvka
- Donetsk

Campagne du Sud (Mykolaïv, Kherson, Zaporijjia)
- 1re Kherson
- Odessa
- Melitopol
- Mykolaïv
  - Bombardements : à fragmentation
  - du bâtiment administratif
- 1re Berdiansk
- Zaporijjia
- Tchornobaïvka
- Enerhodar
- Voznessensk
- Houliaïpole
- Davydiv Brid
- 2e Berdiansk
- Nova Kakhovka
- 2e Kherson
  - Doudtchany
- Dniepr
- Tchoulakivka
- Contre-offensive de 2023
  - Robotyne

Frappes aériennes dans l'Ouest et le Centre de l'Ukraine
- Lviv (02/2022)
- Vinnytsia (03/2022)
- Yavoriv (03/2022)
- Deliatyne (03/2022)
- Dnipro

Guerre navale
- Île des Serpents (02/2022)
- Moskva (04/2022)

Attaques en Crimée
- Novofedorivka (08/2022)
- Djankoï (08/2022)
- Pont de Crimée (10/2022)
- Base navale de Sébastopol (10/2022)
- Pont de Crimée (07/2023)
- Base navale de Sébastopol (09/2023)

Débordement
- Aéroport de Millerovo
- Sabotages en Russie
- Attaques en Transnistrie
- Sabotage des gazoducs Nord Stream
- Terrain d'entraînement militaire de Soloti
- Explosions en Pologne
- Bases aériennes de Dyagilevo et Engels-2
- Base aérienne de Minsk-Matchoulichtchi
- Crise russo-moldave de 2023
  - Accusations de tentative de coup d'État en Moldavie
- Incident de drone de 2023 en mer Noire
- Rébellion du groupe Wagner

Massacres
- Tchernihiv
- Boutcha
- Borodianka
- Olenivka
- Izioum

Les bombardements de Lviv et de l'oblast de Lviv commencent en février 2022, au début de l'invasion de l'Ukraine par la Russie, et se poursuivent en 2023 et 2024. En raison de la distance séparant la ville de la frontière russe, ils sont effectués à l'aide de missiles. 

## Chronologie

### 24 février
Dans la région de Lviv, les troupes russes attaquent trois unités militaires à Brody, Novyï Kalyniv et Kamianka-Bouzka vers 7 h 30.

### 13 mars
Le matin du 13 mars, les troupes russes de la mer Noire et de la mer d'Azov lancent une frappe aérienne sur le champ de tir militaire de Yavoriv. Des avions décollent depuis la base aérienne Engels-2 dans l'oblast de Saratov. Au total, ils tirent plus de 30 missiles, dont huit touchent le champ de tir militaire de Yavoriv. 35 personnes sont tuées et 134 autres blessées selon l'OMA de Lviv.

### 18 mars
Le matin du 18 mars, les forces russes tirent six missiles X-555 sur Lviv, visant l'usine de réparation d'avions de l'État de Lviv. 2 missiles sont interceptés et détruits par les forces de défense aérienne ukrainiennes, 4 autres détruisent le bâtiment de l'usine. Une personne est blessée lors de l'attaque.

### 26 mars
Aux alentours de 18 heures, les troupes russes lancent une frappe de missiles sur un dépôt pétrolier dans la région de Velyki Kryvchytsi, et un total de trois explosions ont été enregistrées. Un incendie s'est déclaré, mais aucune zone résidentielle ou autre installation n'a été endommagée. Selon le chef de l'administration d'État régionale de Lviv, Maksym Kozytskyi, selon des données préliminaires, 5 personnes ont été blessées.
Vers 20 h, une autre attaque à la roquette a été lancée contre une usine blindée de Lviv, qui a entraîné "des dégâts assez graves". Andriy Sadovy a déclaré que des fenêtres avaient été brisées dans l'une des écoles près du lieu de l'impact. Personne n'a été blessée. Plus tard, il est connu que 2 missiles ont été tirés sur chacun des objets, mais le commandement de l'Armée de l'air ukrainienne dit qu'environ 6 missiles ont été tirés sur Lviv.

### 28 mars
Le 28 mars, les Forces de défense aérienne ukrainiennes ont abattu trois missiles ennemis dans le raïon de Zolotchiv.

### 5 avril
Le 5 avril, des avions de combat ont tenté de tirer sur des infrastructures civiles dans la région de Lviv depuis la Biélorussie, mais les forces de défense aérienne ukrainiennes ont abattu deux missiles à Radekhiv.

### 16 avril
Le matin du 16 avril, les troupes russes ont lancé des frappes de missiles sur la région de Lviv à partir d'avions Su-35 ayant décollé de l'aérodrome de Baranovichi depuis le territoire de la Biélorussie. Des unités des forces de missiles anti-aériens du commandement aérien "Ouest" de l'armée de l'air des forces armées ukrainiennes ont détruit quatre missiles de croisière.

### 18 avril
Le matin du 18 avril 2022, selon le commandement aérien Ouest, il y a eu quatre frappes de missiles à Lviv, dont trois sur des infrastructures militaires et une sur le montage de pneus. À la suite des frappes, des incendies ont eu lieu ainsi que l’endommagement important d'infrastructures. Selon le chef de l'OVA de Lviv, Maksym Kozytskyi (en), 7 personnes sont mortes et 11 personnes, dont un enfant, ont été blessées,.
Environ 40 voitures ont été endommagées ou détruites dans l'assemblage des pneus en raison de l'explosion de la roquette.

### 25 avril
Vers 8 h 30, des coups de feu ont été tirés vers la sous-station de traction de la gare « Krasne ».

### 3 mai
Le 3 mai, la ville de Lviv est bombardée. Le maire Andriy Sadovy déclare qu'au moins 5 explosions ont eu lieu, trois sous-stations électriques ont été endommagées dans la ville et des interruptions de l'approvisionnement en électricité et en eau ont commencé dans une partie de la ville. 2 personnes ont été blessées.

### 15 mai
4 roquettes ont touché une infrastructure militaire dans le district de Jaworiv, à 15 km de la Pologne. La défense anti-aérienne ukrainienne a abattu 2 autres missiles. Les missiles ont été lancés depuis la mer Noire, probablement depuis des sous-marins.

### 17 mai
Lviv a connu l'un des plus gros bombardements de la région. Certains des missiles ont été abattus par les défenses anti-aériennes. Il y a eu un bombardement dans le district de Javorovsko.

### 1erjuin
Il y a eu des bombardements d'infrastructures ferroviaires dans le district de Strija. 5 personnes ont été blessées.

### 14 juin
Les forces de défense anti-aérienne ukrainiennes ont abattu une roquette au-dessus du district de Zolochiv, des débris ont endommagé une briqueterie. Six personnes ont été blessées.

### 25 juin
Dans le district de Javorovsko, la Russie lance une attaque à la roquette contre une installation militaire. La défense aérienne a réussi à abattre deux missiles de croisière, quatre ont atteint la cible. À la suite de l'attaque à la roquette, quatre personnes ont été blessées.